# Dungeons & Dragons: Wrath of the Dragon God
Dungeons & Dragons: Wrath of the Dragon God (en Hispanoamérica: Calabozos y dragones 2, la ira del dios dragón y en España: Dragones y mazmorras 2) es un telefilme estadounidense de fantasía heroica, dirigido por Gerry Lively, emitido por primera vez en la televisión estadounidense en 2005 y distribuido en DVD a partir de 2006. Es una secuela de la película de 2000 Dungeons & Dragons, la cual se basó en el popular juego de rol de mismo título. El único actor recurrente en ambas películas fue Bruce Payne, retomando su papel como el malvado Damodar. La película fue estrenada en los cines de Europa y algunas partes de América del Norte, y publicada en DVD el 7 de febrero de 2006.
Dungeons & Dragons: Wrath of the Dragon God tiene una continuación con la tercera película de la serie, Dungeons & Dragons: The Book of Vile Darkness, rodada en 2011 y lanzada al mercado en formato de DVD en el Reino Unido el 9 de agosto de 2012.

## Historia
Aproximadamente cien años después de los sucesos de la primera película, Damodar (Bruce Payne) ha sobrevivido a su derrota frente a Ridley Freeborn, habiendo sido condenado por su anterior maestro, Profion, a caminar sobre la tierra como un muerto viviente. Enloquecido por el dolor de la maldición, busca venganza contra el reino de Izmir y los descendientes de aquellos que lo derrotaron.
Tras años de búsqueda encuentra el Orbe de Faluzure, un artefacto ligado al poder de Faluzure, un dios dragón prisionero bajo las montañas de Izmir. Con el poder del Orbe, Damodar se cura de la maldición y se prepara para despertar al dragón y destruir Izmir.
Lord Berek (Mark Dymond), un Guerrero y antiguo capitán de la guardia real, ahora un aburrido e insatisfecho Lord del Rey, y Melora (Clemency Burton-Hill), su esposa, una "talentosa" joven hechicera, investigan reportes de gas venenoso emanando de las cuevas de Izmir y encuentran el dragón aún dormido. Investigando la amenaza en la biblioteca de Izmir, Melora reporta a Oberon (Roy Marsden), la cabeza del Concilio de Magos, que Faluzure fue hecho prisionero trescientos años atrás por una civilización antigua y poderosa llamada los Turanios, quienes también crearon el Orbe. Mientras intenta localizar el Orbe con magia, Melora es víctima de una maldición del mucho más poderoso Damodar, y comienza a morir lentamente.
Melora oculta su enfermedad de Berek, quien recibe del Rey el encargo de armar un grupo de aventureros lo suficientemente pequeño para infiltrarse en la guarida de Damodar sin ser detectados, pero suficientemente fuerte como para enfrentarse a los enemigos: Lux (Ellie Chidzey), una bárbara, Dorian (Steven Elder), un clérigo de Obad-Hai, Ormaline (Lucy Gaskell), una elfa hechicera, y Nim (Tim Stern) un maestro ladrón.
El grupo parte a localizar la guarida de Damodar, mientras Oberon y los otros magos intentan descifrar los tomos de magia Turania en su biblioteca para encontrar una manera de derrotar al dragón.
Mientras viajan a través de un bosque encantado, el grupo de Berek llama la atención de un poderoso lich, Klaxx el Maligno, quien ofrece sus servicios a Damodar. Damodar no confía en él, pero confía en que el orbe lo hará más poderoso que Klaxx.
Luego de pasar por varios obstáculos y enigmas, perdiendo a Dorian en el proceso, el grupo de Berek encuentra la entrada al castillo de Damodar. Enfrentándose a él, Berek logra tomar ventaja de su exceso de confianza y robar el Orbe, aunque Ormaline y Nim son heridos de gravedad antes que el hechicero los teletransporte nuevamente a Obad-Hai. Mientras Ormaline y Nim son tratados por los clérigos, Berek cabalga de vuelta a Izmir, mientras Lux queda detrás para detener los demonios invocados por Damodar.
Usando sus habilidades para cambiar de forma, Klaxx se infiltra en el castillo de Izmir, mata a Oberon en su baño y toma su forma. Cuando Berek vuelve con el Orbe, Melora lo usa para abrir un cofre descubierto bajo el castillo, donde los Turanios escondieron los secretos de su magia. Sin embargo, en ese momento Klaxx se revela, robando el Orbe y asesinando añ Rey, al nuevo capitán de la guardia y a muchos de los habitantes del castillo, antes de devolver el Orbe a Damodar. El dragón despierta y destruye el Orbe, recuperando su poder completamente.
Mientras Berek cabalga en persecución, Melora, cerca de la muerte, logra descifrar el secreto de los Turanios y lidera a los magos restantes en un ataque mágico que derrota al dragón y la libera de la maldición.
Berek y Lux se encuentran y enfrentan a Damodar, quien ya no tiene el poder del Orbe a su disposición. Klaxx, sin interés ya en ayudar a Damodar, desaparece con una risa.
Posteriormente Izmir es reconstruida, con Berek inmerso en sus tareas ministeriales y Melora nombrada nueva cabeza del Concilio de Magos. Lux, Ormaline y Nim se muestran completamente recuperados de sus heridas.
Damodar se ve por última vez como prisionero en un calabozo oscuro bajo Izmir, pero sonriéndose, al estar preparado para esperar otros cien años para tener su venganza.

## Canon deDungeons & Dragons
A diferencia de la primera película, que podría ser considerada de presupuesto medio, esta es una producción de bajo presupuesto con un elenco de recién llegados (con la excepción de Bruce Payne como Damodar). Además, a diferencia de la primera película, muchos detalles del juego de rol Dungeons & Dragons fueron incluidos. Las clases de los cinco aventureros son descriptas correctamente y funcionan juntas, cada una utilizando sus fuerzas individuales. El equipo de los aventureros son objetos que los jugadores ávidos probablemente reconocerán (por ejemplo Gema de Visión Verdadera, Frasco de Ácido Púrpura de Gusano, Espada Vorpal, Anillo del Carnero, Bastón del Rayo, Mazo del Trueno, etc). Los hechizos usados por los hechiceros son interpretaciones correctas de los del juego de rol, especialmente aquellos que no son lanzados a voluntad, sino que deben ser preparados y usados en cantidades limitadas.
Los villanos también han sido diseñados según el canon de Dungeons & Dragons. Como parte del bestiario, pueden encontrarse dragones blancos, mantoscuros, espectros, magmins, hombres lagarto (puede verse uno restaurando el brazo de Damodar), y un lich. Debe darse una mención especial a Klaxx el Maligno (el lich), que se comporta como debe comportarse un lich según Dungeons & Dragons, quedándose cerca de la acción para conseguir cualquier potencial pieza de conocimiento, pero sin tomar ningún riesgo. También pueden verse drows muertos colgando del techo, cuya sangre era usada como "cena" de Damodar. Juiblex también es mencionado, pero no aparece en ningún punto de la película.
También hay un número de referencias a módulos clásicos: The Ghost Tower of Inverness, Expedition to the Barrier Peaks, etc.
Otro detalle especial es la pista de comentarios, compuesta por "Lidda," "Krusk," y "Jozan" (personajes icónicos de la tercera edición de Dungeons & Dragons) bromeando sobre la acción en pantalla.
De rápidas observaciones en la entrevista en DVD con Gary Gygax, se ha mostrado que los héroes tienen los siguientes atributos en el juego de Dungeons & Dragons:
| Berek    | Legal Bueno humano guerrero 7                          |
| Lux      | Caótico Bueno humana bárbara 7                         |
| Nim      | Caótico Bueno humano pícaro 7                          |
| Dorian   | Neutral humano clérigo 7 de Obad-Hai                   |
| Ormaline | Neutral elfa hechicera 9                               |
| Melora   | Neutral Buena humana clériga 1 de Obad-Hai/hechicera 4 |

## Recepción
En julio de 2012, Wrath of the Dragon God tiene una puntuación de IMDb de 4.8 de 10, consideráblemente mayor que el filme original. Las críticas profesionales, sin embargo, han catalogado a la película de decepcionante. IGN le dio 3 de 10, declarando que solo los fanáticos más acérrimos de Dungeons & Dragons deberían verla, aunque solamente por las referencias al juego. Monsters and Critics la puntuó 2 de 5, diciendo, "Si El Señor de los Anillos nos mostró como puede hacerse bien el género de fantasía, Dungeons & Dragons: Wrath of the Dragon God nos muestra como puede hacerse horriblemente mal." Un crítico afirmó que la actuación de Bruce Payne es aún lo destacado de esta película. Otro crítico dijo que Bruce Payne 'se roba el show.'